# DJ Caíque
Carlos Henrique Benigno (São Paulo, 18 de outubro de 1982), mais conhecido como Caíque Benigno ou pelo nome artístico DJ Caíque bem como ainda por Dr. Caligari, é um ex-ator, ex-apresentador, DJ e produtor musical brasileiro fundador do selo independente 360 Graus Records.
Também ficou conhecido nos anos 90 ao interpretar o personagem Macaco no extinto programa infantil de televisão Disney CRUJ.

## Biografia

### Trajetória
Caíque iniciou a sua trajetória no rap como DJ em 2000, e em 2003 começou a produzir seus primeiros beats. Já produziu discos de artistas como Projota, Ogi, Rashid e até de norte-americanos como o grupo nova-iorquino Creative Juices Crew, do qual é um membro.[carece de fontes?]

### Discografia

#### Álbuns
- Simplesmente Luz (2005)
- Retrato (2012)

#### Produções notórias
- Coligações Expressivas (2006)
- Nocivo Shomon - Assim que eu Sigo (2007)
- Doncesão - Primeiramente (2008)
- Dr. Caligari - É O Terror (2008)
- 4 Anos de NATALidade 2005-2008 Vol. 1 (2008)
- 4ª Estrofe - ritmo e poesia (prod. Dj Caique) (2009)
- Projota - Carta Aos Meus (2009)
- 5 Anos de NATALidade 2005-2009 Vol. 2 (2009)
- Coligações Expressivas Vol. 2 (2010)
- Projota - Projeção (2010)
- Terceira Safra - CD Promo (2011)
- Projota - Projeção Pra Elas (2011)
- Doncesão - Bem Vindo Ao Circo (2011)
- Rashid - Dádiva e Dívida (2011)
- Lenda ZN - Mais Vivo do que Nunca (2011)
- Ogi - Crônicas Da Cidade Cinza (2011)
- Projota - Não há lugar melhor no mundo que o nosso lugar (2011)
- Rashid - Que Assim Seja (2012)[6]
- Projota - Muita Luz (2013)[7]
- Rashid - Confundindo Sábios (2013)[8]
- Coligações Expressivas Vol. 3 (2013)

### No cinema e na TV
Apelidado de Faustinho, em referência à semelhança com o apresentador Faustão, Caíque participou ainda na infância do filme Inspetor Faustão e o Mallandro, do programa de TV Xou da Xuxa e mais tarde do Disney Club cujo subtítulo era TV CRUJ.